# Grădinile lui Augustus

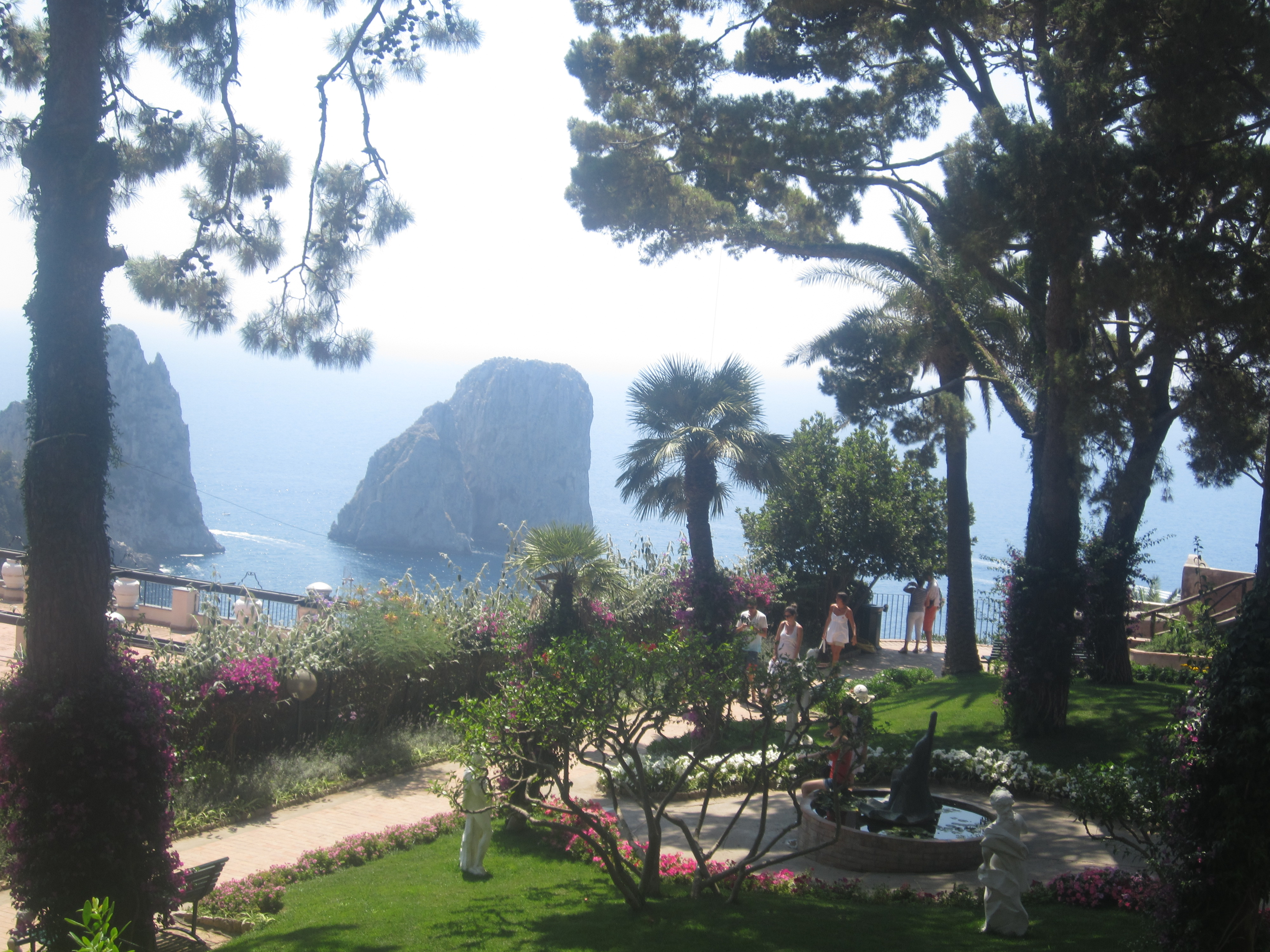
Vedere spre mare și spre Faraglioni

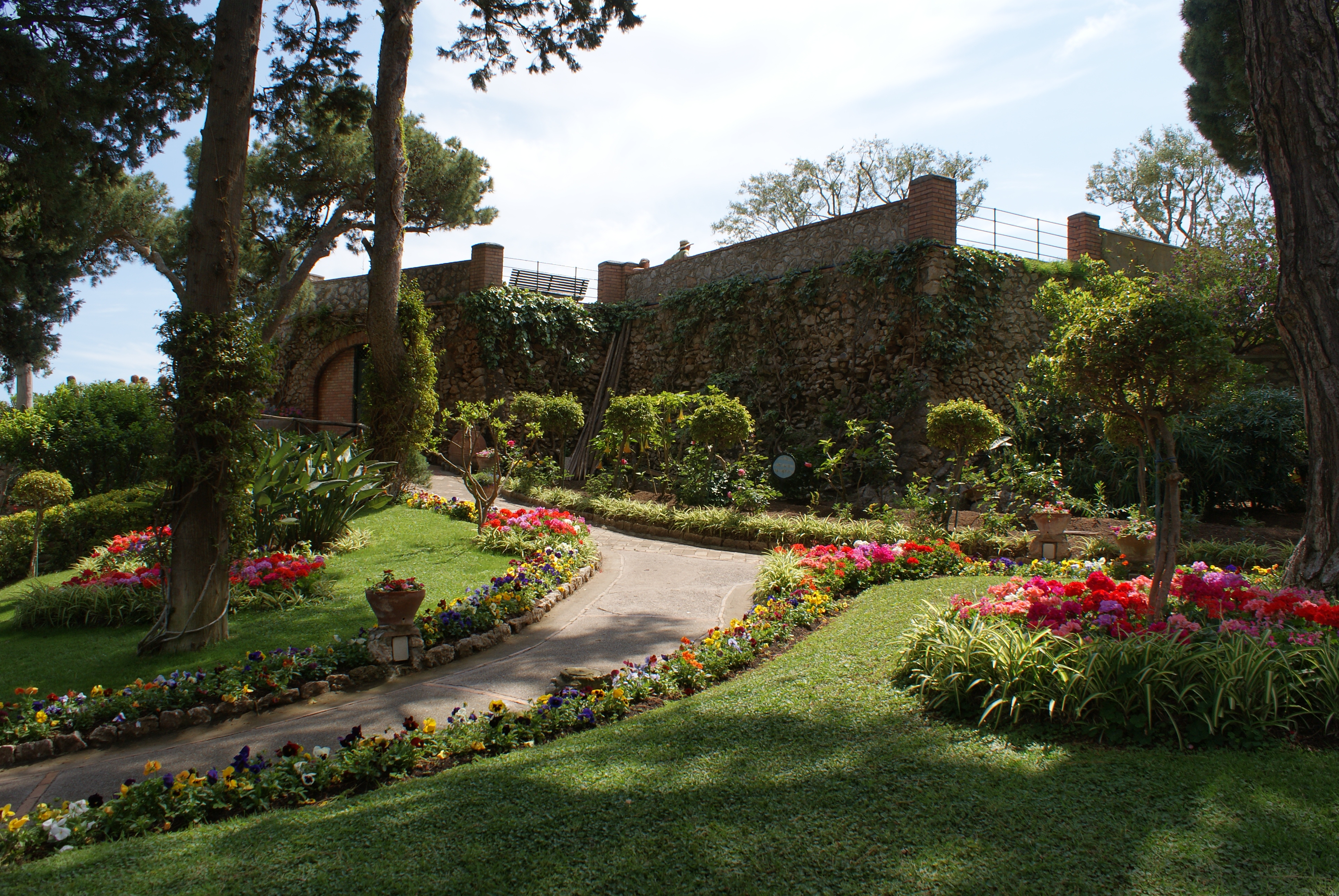
Vedere înspre vârful dealului

Grădinile lui Augustus (în italiană Giardini di Augusto), cunoscute inițial sub numele de Grădinile Krupp, sunt grădini botanice amenajate pe insula Capri (regiunea Campania, Italia).
Grădinile au fost înființate la începutul secolului al XX-lea de către industriașul german Friedrich Alfred Krupp, care a cumpărat o proprietate pe insulă, cu intenția - care nu s-a materializat niciodată - de a-și construi o vilă. Inițial, grădinile au purtat numele de "Grădinile Krupp", fiind redenumite în 1918 ca "Grădinile lui Augustus" (în onoarea primului împărat roman), denumire sub care sunt cunoscute astăzi.
Grădinile, amenajate în terase cu vedere la mare, adăpostesc diverse specimene din flora bogată a insulei Capri, cu diverse plante ornamentale și flori precum mușcate, dalii și mături verzi.
În grădini există un monument dedicat lui Vladimir Lenin, unul dintre puținele de acest gen din Italia, creat în 1968, după aprobarea unei rezoluții municipale, de către sculptorul italian Giacomo Manzu căruia Ambasada Sovietică din Italia i-a comandat lucrarea. Monumentul, format din mai multe blocuri de marmură înalte de 5 metri, se află în grădinile din fața casei scriitorului rus Maxim Gorki, care l-a găzduit pe Lenin acolo în 1908. Pe cel mai înalt bloc de marmură este sculptat chipul lui Lenin.
Din Grădinile lui Augustus se poate obține o panoramă de 180 de grade a insulei Capri, deoarece se poate vedea muntele Solaro, golful Marina Piccola și faimoasele stânci Faraglioni.